# Sag einfach Ja (Lied)
Sag einfach Ja ist ein Lied des deutschen Singer-Songwriters Tim Bendzko. Das Lied wurde in den Hamburger Festland Studios von Swen Meyer produziert und war eine Vorabveröffentlichung als Single durch Sony Music Entertainment sieben Tage vor der Veröffentlichung der Debüt-CD Wenn Worte meine Sprache wären am 17. Juni 2011.

## Rezeption

### Rezensionen
Laut.de schreibt, das Lied nehme „einen bei der Hand“ und halte „Spiegel vor die Augen“.

### Charts und Chartplatzierungen
| ChartsChartplatzierungen | Höchstplatzierung | Wochen |
| ------------------------ | ----------------- | ------ |
| Deutschland (GfK)        | 42 (4 Wo.)        | 4      |